# ذراع اميالة

تعديل مصدري - تعديل

ذراع امياله هي إحدى قرى عزلة سرار بمديرية سرار التابعة لمحافظة أبين، بلغ تعداد سكانها 123 نسمة حسب تعداد اليمن لعام 2004.